# اندری مالیش
اندری مالیش (انگلیسی: Andriy Malysh؛ زادهٔ ۶ ژوئیهٔ ۱۹۸۳) بازیکن بسکتبال اهل اوکراین است.